# Cap de la Baga (Gisclareny)
El Cap de la Baga és una muntanya de 1.338 metres que es troba al municipi de Gisclareny, a la comarca catalana del Berguedà.